# Trapez (sejlsport)
 For alternative betydninger, se Trapez. (Se også artikler, som begynder med Trapez)
I sejlsport, er en trapez en anordning, der bruges til at bruge en gasts kropsvægt som modvægt til vindens pres på sejlene. En trapez er en wire, der er fastgjort til et punkt højt oppe på masten i enden af wiren er monteret en trapezsele, ofte i kombination med en blok for at justere vinklen du hænger i. For at gasten kunne knytte sig i trapezformet loop, en trapezsele, der er en sele med en krog på taljen. Mange moderne trapezseler eller trapezformede bælter som de undertiden kaldes også hurtigkoblere for nemt at komme ud af kniben, hvis en farlig situation kan opstå ved kæntring. Lignende seler, der bruges af windsurfere og kitesurfere.
En yderligere fordel er evnen til at "gå" langs rælingen at afbalancere bådens trim og agter. Dette er nødvendigt for at forhindre racing katamaraner såsom Tornado grave stævnen i vandet, også kaldet pitchpoling, og forårsager et styrtdyk og ofte en spektakulær kæntring.
Både kan kun have en trapez, såsom 29er, hvor kun gast bruger trapez. Både, såsom 49er kan have trapezwirer til både skipper og gast. 
Når en båd mister magten i sejlene, og hælder til vindsiden, kan gasten i trapezen blive dyppet i vandet, hvis de ikke reagerer i tide.